# Linköpings HC 1998/1999
Säsongen 1998/1999 var Linköping HC:s 13:e säsong i Division I och 23:e säsong totalt sedan klubben bildades 1976. Säsongen var lagets andra med Ulf Weinstock som huvudtränare och första med Niklas Helgesson som assisterande tränare. Det var också lagets fjärde säsong med amerikanen Michael Helber som lagkapten. Assisterande lagkaptener var Andréas Kreü och Erkki Saramaa.
Bland nyförvärven återfanns målvakten Mattias Elm, backen Peter Casparsson, samt de två Västerviksbördiga forwarderna Ragnar Karlsson och Fredrik Johansson. Inför denna säsong lämnade bland andra Mathias Ahxner, för spel i tyska Augsburger Panther, och Anders Mäki som valde att avsluta sin spelarkarriär.
För tredje säsongen i följd vann Linköping Division I Södra och tog sig sedan till spel i Allsvenskan 1999. Man kvalificerade sig därefter direkt till Kvalserien efter att man vunnit nio av de 14 matcherna. Linköping vann sedan Kvalserien och var därmed för första gången i klubbens historia klara för spel i Elitserien. Ulf Söderström var dominant i grundserien och vann poängligan då han stod för 70 poäng på 42 matcher. I Kvalserien vann han både poäng- och skytteligan med 14 poäng, respektive 10 mål. 

## Försäsong
Linköping inledde försäsongen med två förluster i träningsmatcher mot Mora IK och IF Troja-Ljungby. Man tog sin första seger i den tredje matchen via en 5–0-seger mot Mörrums GoIS. I den fjärde träningsmatchen lyckades Linköping besegra Elitserielaget Malmö IF med 4–2 inför nära 2 000 åskådare på läktarna. Samtidigt meddelades det att nyförvärvet, målvakten Mattias Elm, ådragit sig en knäskada vilken tvingade honom till operation. Klubben kallade då in Conny Gyllander som andremålvakt till Fredrik Jensen; Gyllander hade spelat för klubben den föregående säsongen, men egentligen bestämt sig för att avsluta sin spelarkarriär.

## Ordinarie säsong

### Division I Södra

#### Tabellställning
| Nr | Lag              | S  | V  | O  | F  | GM  | IM  | MS  | P  |
| -- | ---------------- | -- | -- | -- | -- | --- | --- | --- | -- |
| 1  | Linköpings HC    | 28 | 18 | 7  | 3  | 132 | 72  | +60 | 43 |
| 2  | IF Troja-Ljungby | 28 | 14 | 7  | 7  | 120 | 85  | +35 | 35 |
| 3  | Rögle BK         | 28 | 11 | 12 | 5  | 102 | 80  | +22 | 34 |
| 4  | Tranås AIF       | 28 | 13 | 4  | 11 | 106 | 105 | +1  | 30 |
| 5  | Tingsryds AIF    | 28 | 12 | 5  | 11 | 132 | 112 | +20 | 29 |
| 6  | IK Oskarshamn    | 28 | 9  | 5  | 14 | 101 | 125 | −24 | 23 |
| 7  | Olofströms IK    | 28 | 7  | 3  | 18 | 97  | 137 | −40 | 17 |
| 8  | Mörrums GoIS IK  | 28 | 6  | 1  | 21 | 67  | 141 | −74 | 13 |

### Allsvenskan

#### Tabellställning
| Nr | Lag                 | S  | V | O | F | GM | IM | MS  | P  |
| -- | ------------------- | -- | - | - | - | -- | -- | --- | -- |
| 1  | Södertälje SK       | 14 | 9 | 3 | 2 | 58 | 31 | +27 | 21 |
| 2  | Linköpings HC       | 14 | 9 | 3 | 2 | 52 | 36 | +16 | 21 |
| 3  | Mora IK             | 14 | 7 | 4 | 3 | 46 | 28 | +18 | 18 |
| 4  | Timrå IK            | 14 | 6 | 1 | 7 | 39 | 34 | +5  | 13 |
| 5  | IF Troja-Ljungby    | 14 | 4 | 4 | 6 | 33 | 44 | −11 | 12 |
| 6  | IF Sundsvall Hockey | 14 | 3 | 5 | 6 | 35 | 46 | −11 | 11 |
| 7  | Huddinge IK         | 14 | 3 | 3 | 8 | 27 | 35 | −8  | 9  |
| 8  | IFK Arboga IK       | 14 | 2 | 3 | 9 | 28 | 64 | −36 | 7  |

### Kvalserien

#### Tabellställning
| Nr | Lag              | S  | V | O | F | GM | IM | MS  | P  |
| -- | ---------------- | -- | - | - | - | -- | -- | --- | -- |
| 1  | Linköpings HC    | 10 | 7 | 2 | 1 | 39 | 18 | +21 | 16 |
| 2  | Västerås IK      | 10 | 6 | 2 | 2 | 36 | 23 | +13 | 14 |
| 3  | Mora IK          | 10 | 4 | 3 | 3 | 33 | 26 | +7  | 11 |
| 4  | Södertälje SK    | 10 | 3 | 3 | 4 | 16 | 23 | −7  | 9  |
| 5  | IF Troja-Ljungby | 10 | 2 | 1 | 7 | 20 | 28 | −8  | 5  |
| 6  | IF Björklöven    | 10 | 2 | 1 | 7 | 19 | 45 | −26 | 5  |

## Trupp
| Nr | Nat  | Spelare           | Pos | S/H | Ålder | Värvad | Födelseort          |
| -- | ---- | ----------------- | --- | --- | ----- | ------ | ------------------- |
| 19 | SWE  | Henrik Andersson  | RW  | R   | 48    | 1996   | Växjö, Sverige      |
| 8  | SWE  | Jesper Andersson  | B   | L   | 50    | 1997   | Mölndal, Sverige    |
| 26 | SWE  | Niklas Brännström | RW  | L   | 54    | 1998   | Eskilstuna, Sverige |
| 13 | SWE  | Johan Bülow       | LW  | L   | 48    | 1994   | Linköping, Sverige  |
| 21 | SWE  | Peter Casparsson  | B   | L   | 50    | 1998   | Falun, Sverige      |
| 7  | SWE  | Dennis Ejdeholm   | LW  | L   | 51    | 1997   | Kiruna, Sverige     |
| 14 | SWE  | Patrik Ekholm     | LW  | L   | 52    | 1997   | Surahammar, Sverige |
| 1  | SWE  | Mattias Elm       | M   | L   | 55    | 1998   | Urshult, Sverige    |
| 18 | SWE  | Jonas Ferm        | C   | L   | 43    | 1998   | Linköping, Sverige  |
| 31 | SWE  | Conny Gyllander   | M   | L   | 61    | 1996   | Norrköping Sverige  |
| 16 | USA  | Michael Helber    | RW  | R   | 54    | 1992   | Ann Arbor, USA      |
| 6  | SWE  | Pierre Ivarsson   | B   | L   | 53    | 1995   | Linköping, Sverige  |
| 15 | SWE  | Stefan Jakobsson  | F   | L   | 55    | 1988   | Linköping, Sverige  |
| 30 | SWE  | Fredrik Jensen    | M   | L   | 50    | 1997   | Åseda, Sverige      |
| 17 | SWE  | Fredrik Johansson | LW  | L   | 50    | 1998   | Västervik, Sverige  |
| 9  | SWE  | Ragnar Karlsson   | LW  | L   | 48    | 1998   | Västervik, Sverige  |
| 23 | NOR  | Martin Knold      | B   | L   | 49    | 1996   | Fredrikstad, Norge  |
| 27 | SWE  | Andréas Kreü      | C   | R   | 52    | 1997   | Örebro, Sverige     |
| 24 | SWE  | Fredrik Möller    | RW  | R   | 48    | 1998   | Åstorp, Sverige     |
| 2  | SWE  | Mårten Parbrand   | B   | L   | 49    | 1992   | Linköping, Sverige  |
|    | SWE  | Andreas Sander    | F   | L   | 45    | 1998   | Sverige             |
| 20 | SWE  | Erkki Saramaa     | B   | L   | 58    | 1993   | Hofors, Sverige     |
| 25 | SWE  | Patrik Ström      | B   | R   | 45    | 1998   | Tranås, Sverige     |
| 12 | SWE  | Ulf Söderström    | C   | L   | 52    | 1994   | Hofors, Sverige     |
| 5  | SWE  | Fredrik Wallberg  | B   | L   | 56    | 1998   | Örebro, Sverige     |

## Spelarstatistik
| Rank | Namn              | Matcher | Mål | Assist | Poäng | Utv. |
| 1.   | Ulf Söderström    | 42      | 29  | 41     | 70    | 40   |
| 2.   | Michael Helber    | 41      | 30  | 26     | 56    | 53   |
| 3.   | Ragnar Karlsson   | 42      | 19  | 14     | 33    | 22   |
| 4.   | Jesper Andersson  | 41      | 13  | 17     | 30    | 24   |
| 5.   | Andréas Kreü      | 33      | 12  | 15     | 27    | 82   |
| 6.   | Dennis Ejdeholm   | 39      | 15  | 9      | 24    | 44   |
| 7.   | Stefan Jakobsson  | 39      | 11  | 10     | 21    | 39   |
| 8.   | Erkki Saramaa     | 41      | 5   | 16     | 21    | 34   |
| 9.   | Johan Bülow       | 42      | 6   | 14     | 20    | 18   |
| 10.  | Fredrik Johansson | 40      | 8   | 11     | 19    | 52   |
| 11.  | Martin Knold      | 42      | 7   | 12     | 19    | 20   |
| 12.  | Patrik Ekholm     | 34      | 7   | 9      | 16    | 34   |
| 13.  | Henrik Andersson  | 30      | 10  | 3      | 13    | 32   |
| 14.  | Mårten Parbrand   | 42      | 4   | 9      | 13    | 16   |
| 15.  | Peter Casparsson  | 41      | 3   | 5      | 8     | 26   |
| 16.  | Fredrik Möller    | 27      | 3   | 3      | 6     | 8    |
| 17.  | Pierre Ivarsson   | 37      | 0   | 6      | 6     | 32   |
| 18.  | Fredrik Wallberg  | 33      | 1   | 4      | 5     | 24   |
| 19.  | Niklas Brännström | 4       | 1   | 2      | 3     | 12   |
| 20.  | Jonas Ferm        | 29      | 0   | 3      | 3     | 12   |
| 21.  | Andreas Sander    | 1       | 0   | 0      | 0     | 0    |
| 22.  | Patrik Ström      | 18      | 0   | 0      | 0     | 0    |

| Rank | Namn              | Matcher | Mål | Assist | Poäng | Utv. |
| 1.   | Ulf Söderström    | 10      | 6   | 10     | 16    | 4    |
| 2.   | Erkki Saramaa     | 10      | 2   | 9      | 11    | 8    |
| 3.   | Michael Helber    | 10      | 4   | 4      | 8     | 6    |
| 4.   | Fredrik Johansson | 10      | 3   | 5      | 8     | 12   |
| 5.   | Dennis Ejdeholm   | 10      | 5   | 2      | 7     | 4    |
| 6.   | Ragnar Karlsson   | 10      | 4   | 2      | 6     | 2    |
| 7.   | Stefan Jakobsson  | 10      | 3   | 2      | 5     | 2    |
| 8.   | Andréas Kreü      | 10      | 3   | 2      | 5     | 12   |
| 9.   | Patrik Ekholm     | 10      | 3   | 1      | 4     | 12   |
| 10.  | Henrik Andersson  | 10      | 2   | 2      | 4     | 4    |
| 11.  | Johan Bülow       | 10      | 2   | 1      | 3     | 8    |
| 12.  | Jesper Andersson  | 10      | 0   | 3      | 3     | 6    |
| 13.  | Peter Casparsson  | 10      | 1   | 1      | 2     | 6    |
| 13.  | Fredrik Wallberg  | 10      | 1   | 1      | 2     | 6    |
| 15.  | Pierre Ivarsson   | 10      | 0   | 2      | 2     | 29   |
| 16.  | Martin Knold      | 10      | 0   | 1      | 1     | 6    |
| 17.  | Jonas Ferm        | 2       | 0   | 0      | 0     | 0    |
| 18.  | Patrik Ström      | 5       | 0   | 0      | 0     | 0    |
| 19.  | Mårten Parbrand   | 10      | 0   | 0      | 0     | 5    |

## Transaktioner

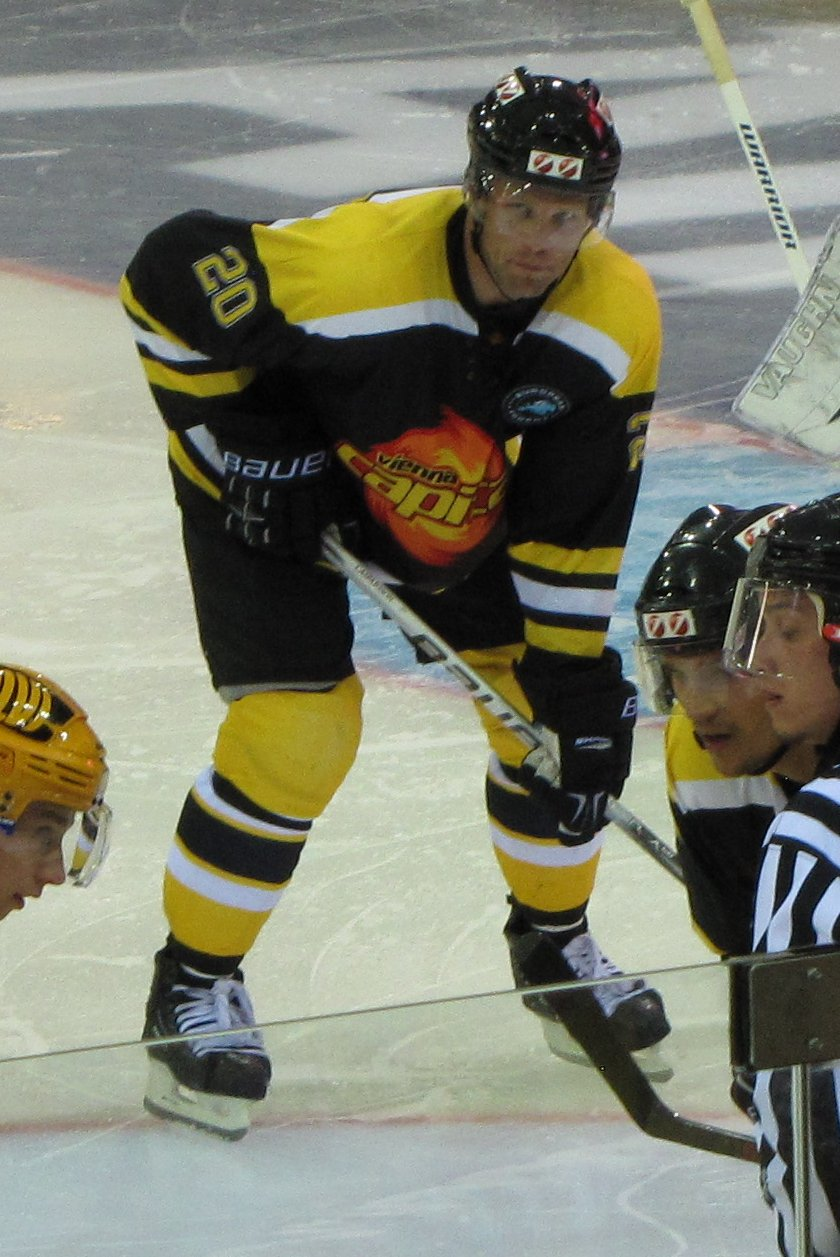
Peter Casparsson värvades till Linköpings HC 1998 och spelade därefter sju säsonger för klubben.

Vänsterforwarden Ragnar Karlsson, som tidigare under två säsonger spelat Elitserieishockey med Modo Hockey var en av Linköpings HC:s första nyförvärv. Han följdes av målvakten Mattias Elm, vilket Östgöta Correspondenten kunde rapportera om den 17 april 1998. Elm hade tidigare enbart spelat för moderklubben Tingsryds AIF. Den efterföljande veckan bekräftades det först att Mathias Ahxner lämnat Linköping för spel i den tyska klubben Augsburger Panther och sedan att sextetten Mats Bogren, Ted Christensen, Mattias Kusgård, Anders Mäki, Cenneth Söderlund och Andreas Troberg inte fått förnyat avtal med Linköpings HC. Mäki, som spelat för klubben i nio säsonger kom senare att bli Linköpings HC:s första sportchef.
Den 4 maj 1998 bekräftades det att backarna Peter Casparsson och Fredrik Wallberg värvats från Rögle BK respektive Timrå IK. Samtidigt tillkännagavs det att både Pierre Ivarsson och Andréas Kreü förlängt sina avtal med klubben med ytterligare två säsonger. Tio dagar senare stod det klart att Stefan Jakobsson också förlängt sitt avtal, med en säsong. Niklas Brännström, som hade spelat Elitserieishockey med Skellefteå HC, Färjestad BK och Södertälje SK, presenterades som nyförvärv av Linköping i juli 1998; han spelade dock endast fyra matcher för klubben innan han lämnade den i början av oktober samma år för spel i den tyska klubben Starbulls Rosenheim. En av Linköpings sista nyförvärv var Fredrik Johansson, som de tre föregående säsongerna spelat i Elitserien för Luleå HF.

### Nyförvärv
| Datum           | Namn              | Position | Kontrakt | Tidigare klubb    | Ref    |
| i.u.            | Ragnar Karlsson   | LW       | i.u      | Modo Hockey       |        |
| 17 april 1998   | Mattias Elm       | M        | i.u      | Tingsryds AIF     | [ 23 ] |
| 4 maj 1998      | Peter Casparsson  | B        | 2 år     | Rögle BK          | [ 25 ] |
| 4 maj 1998      | Fredrik Wallberg  | B        | i.u      | Timrå IK          | [ 25 ] |
| 3 juni 1998     | Fredrik Möller    | RW       | 1 år     | Rögle BK          | [ 30 ] |
| 4 juni 1998     | Jonas Ferm        | C        | i.u      | Linköpings HC J20 | [ 30 ] |
| 4 juni 1998     | Patrik Ström      | B        | i.u      | Tranås AIF        | [ 30 ] |
| 10 juli 1998    | Niklas Brännström | RW       | 1 år     | Södertälje SK     | [ 27 ] |
| 14 augusti 1998 | Fredrik Johansson | LW       | 1 år     | Luleå HF          | [ 29 ] |
| 9 november 1998 | Tobias Bössfall   | M        | 1 år     | Leksands IF J20   | [ 28 ] |

### Förlängningar
| Datum       | Namn             | Position | Kontrakt | Ref    |
| 4 maj 1998  | Pierre Ivarsson  | B        | 2 år     | [ 25 ] |
| 4 maj 1998  | Andréas Kreü     | C        | 2 år     | [ 25 ] |
| 14 maj 1998 | Stefan Jakobsson | F        | 1 år     | [ 26 ] |

### Lämnar
| Datum           | Namn              | Position | Ny klubb            | Ref    |
| 20 april 1998   | Mathias Ahxner    | B        | Augsburger Panther  | [ 31 ] |
| 26 april 1998   | Mats Bogren       | C        | Mjölby HC           | [ 24 ] |
| 26 april 1998   | Ted Christensen   | D        | Tranås AIF          | [ 24 ] |
| 26 april 1998   | Mattias Kusgård   | RW       | IK Nyköpings NH 90  | [ 24 ] |
| 26 april 1998   | Anders Mäki       | F        | Slutar              | [ 24 ] |
| 26 april 1998   | Cenneth Söderlund | F        | Slutar              | [ 24 ] |
| 26 april 1998   | Andreas Troberg   | B        | Tupelo T-Rex        | [ 24 ] |
| 1 oktober 1998  | Niklas Brännström | RW       | Starbulls Rosenheim | [ 28 ] |
| 19 januari 1999 | Fredrik Möller    | RW       | IF Troja-Ljungby    | [ 32 ] |